# Butch Morris
Pour les articles homonymes, voir Morris.
Lawrence D. « Butch » Morris, né le 10 février 1947 à Long Beach (Californie) et mort le 29 janvier 2013 à New York, est un cornettiste, compositeur et chef d'orchestre de jazz américain.
Avant de commencer sa carrière musicale, Morris sert dans l'armée américaine pendant la guerre du Vietnam. Le frère de Butch Morris, le contrebassiste Wilber Morris, joue et enregistre parfois avec le saxophoniste David Murray fin des années 1970 et début des années 1980 et Butch vient à l'attention des groupes de David Murray.
Morris dirige un groupe appelé Orchestre SLANG, où jouent le batteur Kenny Wollesen, le saxophoniste alto Jonathon Haffner, le trompettiste Kirk Knuffke et d'autres. Il joue régulièrement dans le cadre du Festival de la  Musique  nouvelle de trompette à New York et joue aussi  avec le célèbre artiste et batteur A. R. Penck en 1990.
Morris est à l'origine de la « conduction » (terme emprunté à la physique) : un type d'improvisation libre structuré où Morris dirige et organise un ensemble d'improvisation avec une série de gestes de la main et de baguette de chef d'orchestre. Ces « conductions » ont reçu des critiques généralement positives et sont souvent considérées comme tout à fait uniques.
Atteint d'un cancer des poumons, Butch Morris meurt à New-York le 29 janvier 2013 à 65 ans.